# Ibanez
Ibanez (アイバニーズ Aibanīzu) er et japansk guitarmærke ejet af Hoshino Gakki. Hoshino Gakki har hjemsted i Nagoya i Aichi i Japan og var en af de første japanske musikinstrumentproducenter, der med succes eksporterede til Europa og USA. Firmaet var også det første, der masseproducerede syv- og ottestrengede guitarer.
Hoshino Gakki producerer endvidere el-bas-guitarer under Ibanez-mærket.

## Historie
Firmaet Hoshino Gakki blev etableret i 1908 og solgte i begyndelsen musikinstrumenter. Firmaet var en selvstændig afdeling af selskabet Hoshino Shoten, der drev boghandelvirksomhed. Mærket "Ibanez" stammer tilbage fra 1929, da Hoshino Gakki begyndte at importere Salvador Ibáñez-guitarer fra Spanien. Da Telésforo Julve købte selskabet i 1933, besluttede Hoshino Gakki i 1935 at producere spanske akustiske guitarer, i begyndelsen under mærket "Ibanez Salvador" og senere under mærket "Ibanez".
Den moderne æra for Ibanez-guitarer begyndte i 1957. Guitarerne fra Ibanez i slutningen af 1950'erne og 1960'erne havde ofte særprægede designs og brød således radikalt med, hvorledes konventionelle guitarer hidtil var blevet designet. En række af Ibanez' designs i 1960'erne var dog tillige stærkt inspireret af designs fra bl.a. Hagström og EKO, ligesom Ibanez også producerede guitarer med design inspireret af Fenders Stratocaster og Telecaster og ikke mindst af Gibsons Les Paul.
Da Tama fabrikken ophørte med produktion af guitarer i 1966, begyndte Hoshino Gakki at producere Ibanez-guitarer på fabrikkerne hos Teisco[kilde mangler] og FujiGen (der også producerede Gakki guitarer). Da Teisco lukkede fabrikken i 1969/1970, blev Ibanez produceret hos FujiGen.

## Galleri
- 1985 Ibanez Destroyer Model DT-380 (Red Sun)
- Ibanaez Iceman Guitar
- Steve Vais Ibanez triple neck guitar
- Syvstrenget Ibanez
- Ibanez guitar med design fra Fender Telecaster

## Eksterne links
- Wikimedia Commons har flere filer relateret til Ibanez
- Ibanez' hjemmeside